# Issa le tisserand
Pour plus de détails, voir Fiche technique et Distribution.
Issa le tisserand est un documentaire-fiction (docu-fiction) burkinabè d'Idrissa Ouedraogo réalisé en 1984.

## Synopsis
Issa est un tisserand traditionnel qui aime son métier. Cependant la concurrence grandissante des « fripes » l'oblige à s'adapter pour ne pas perdre sa clientèle, ses revenus et par là-même sa femme. Il s'achète alors une charrette et se lance, avec succès, dans le « prêt-à-porter France au-revoir ».

## Fiche technique
- Réalisation : Idrissa Ouedraogo
- Musique originale : Moustapha Thiombiano
- Photographie : Sékou Ouedraogo
- Montage : Arnaud Blin et Christine Delorme
- Pays :  Burkina Faso |  Canada |  France
- Langue : français
- Société de production : Films de l'Avenir (Les)
- Genre : documentaire
- Durée : 21 minutes
- Date de sortie : 
  -  France : 7 juin 2000 (re-parution)

## Distribution
- Ernest Ouedraogo
- Assetou Sanfo

## Le film
Sans réels dialogues, juste agrémenté de la musique de Mustapha Thiombiano, le film suit Issa dans toutes les étapes qui le mèneront du métier traditionnel à la vente à l'occidentale. Si Idrissa Ouedraogo fait le choix de la parole minimale, c'est dans le but de s'adresser et de se faire comprendre d'un maximum de spectateurs de son pays, le Burkina Faso, où 42 langues différentes sont parlées. 

Idrissa Ouedraogo met en scène la perte du savoir-faire traditionnel au profit du gain rapide et salvateur de la vente des fripes venues d'Europe.

## Remarques
Le film a été réalisé en 1984, un an après l'arrivée de Thomas Sankara au pouvoir, en pleine révolution. À l'époque, le mot d'ordre du chef d'État était « Consommons burkinabè ». Son but était de remettre en valeur le savoir-faire et les techniques burkinabè de transformation du coton (entre autres), afin de faire émerger une industrie textile de qualité. En effet, le pays était obligé d'acheter le coton transformé à des pays étrangers alors qu'il est lui-même grand producteur de coton.

Le film soulève une autre problématique, la concurrence déloyale des fripes venues d'Europe, face à l'industrie textile locale. En effet ces vêtements sont ce qu'on appelle, des « seconde-main » ou des « France au-revoir ». C'est-à-dire des vêtements donnés par des consommateurs en Europe, envoyés en Afrique et vendus par ballots (ce qu'achète Issa dans le film) très peu cher. Le prix et l'envie de s'habiller à la mode européenne poussent les consommateurs à délaisser les confections locales et ainsi contribue à la chute de l'industrie et l'artisanat africain.